# Duranów (województwo świętokrzyskie)
Duranów – wieś sołecka w Polsce, położona w województwie świętokrzyskim, w powiecie opatowskim, w gminie Tarłów.
W latach 1975–1998 miejscowość administracyjnie należała do województwa tarnobrzeskiego.

## Części wsi
| SIMC    | Nazwa     | Rodzaj     |
| ------- | --------- | ---------- |
| 0808328 | Karczemka | przysiółek |
| 0808311 | Zagórze   | część wsi  |

## Historia
W wieku XIX Duranów opisano jako: folwark w powiecie opatowskim, gminie Julianów i parafii Gliniany. Posiadał w roku 1881: 4 domy i 31 mieszkańców oraz 494 mórg ziemi dworskiej.